# Венсан Перез
Венса̀н Пѐрез (на френски: Vincent Pérez) е швейцарски актьор.

## Биография
Роден е на 10 юни 1962 г. в Лозана от баща испанец и майка германка. Кариерата си на актьор започва във Франция, след като завършва Парижката консерватория. Във филмовата си биография Венсан Перез има над 45 филма. С много от тях той е познат и на българската публика: „Сирано дьо Бержерак“, „Кралица Марго“, „Индокитай“, „Безбожник“, „Гарванът 2“, „Фанфан Лалето“, „Гърбушкото“.

## Семеен живот
През 1998 г. Венсан Перез сключва брак със сенегалската манекенка Карин Сила. Има дъщеря на име Иман.

## Филмография
- „Фанфан Лалето“ (2003)
- „Отвъд облаците“ (1995)
- „Фанфан“ (1993)
- „Сирано дьо Бержерак“ (1990)